# Nashville 400 1964
Nashville 400 1964 var ett stockcarlopp ingående i Nascar Grand National Series (nuvarande Nascar Cup Series) som kördes 2 augusti 1964 på den 0,5 mile (804,672 meter) långa ovalbanan Nashville Speedway i Nashville i Tennessee. Totalt avverkades 200 miles (321.869 km) fördelat på 400 varv. Banunderlaget var asfalt. Loppet vanns av Richard Petty i en Plymouth på tiden 2:43.55 körande för Petty Enterprises. Pettys snitthastighet var 73.208 mph. Petty tog ledningen redan på det första varvet av loppet och höll den sedan ända in i mål. Det var Pettys 34:e vinst av totalt 200 i karriären. Prispotten uppgick till 9 380 dollar, varav 1 150 dollar gick till segraren.

## Resultat
| Plc     | Nr | Förare           | Team/ bilägare        | Konstruktör | Start | Varv | Ledda varv |
| ------- | -- | ---------------- | --------------------- | ----------- | ----- | ---- | ---------- |
| 1       | 43 | Richard Petty    | Petty Enterprises     | Plymouth    | 1     | 400  | 400        |
| 2       | 41 | Jim Paschal      | Petty Enterprises     | Plymouth    | 3     | 400  | 0          |
| 3       | 6  | David Pearson    | Cotton Owens          | Dodge       | 5     | 399  | 0          |
| 4       | 5  | Earl Balmer      | Cotton Owens          | Dodge       | 6     | 392  | 0          |
| 5       | 11 | Ned Jarrett      | Bondy Long            | Ford        | 4     | 392  | 0          |
| 6       | 16 | Darel Dieringer  | Bud Moore Engineering | Mercury     | 7     | 390  | 0          |
| 7       | 19 | Larry Thomas     | Herman Beam           | Ford        | 9     | 385  | 0          |
| 8       | 54 | Jimmy Pardue     | Burton-Robinson       | Plymouth    | 8     | 375  | 0          |
| 9       | 49 | Doug Moore       | GC Spencer Racing     | Chevrolet   | 14    | 358  | 0          |
| 10      | 88 | Neil Castles     | Buck Baker Racing     | Chrysler    | 15    | 355  | 0          |
| 11      | 42 | Bill McMahan     | Buck Baker Racing     | Pontiac     | 11    | 348  | 0          |
| 12      | 02 | Curtis Crider    | Curtis Crider         | Mercury     | 20    | 339  | 0          |
| 13      | 20 | Jack Anderson    | Jack Anderson         | Ford        | 17    | 337  | 0          |
| 14      | 52 | E.J. Trivette    | Jess Potter           | Chevrolet   | 19    | 320  | 0          |
| 15      | 17 | Junior Spencer   | Jerry Mullins         | Ford        | 23    | 288  | 0          |
| 16      | 34 | Wendell Scott    | Scott Racing          | Ford        | 12    | 251  | 0          |
| 17      | 9  | Roy Tyner        | Roy Tyner             | Chevrolet   | 16    | 233  | 0          |
| 18      | 82 | Bunkie Blackburn | Casper Hensley        | Pontiac     | 10    | 171  | 0          |
| 19      | 1  | Billy Wade       | Bud Moore Engineering | Mercury     | 2     | 171  | 0          |
| 20      | 81 | Henley Gray      | John Black            | Ford        | 27    | 126  | 0          |
| 21      | 60 | Doug Cooper      | Bob Cooper            | Ford        | 18    | 48   | 0          |
| 22      | 32 | Mark Hurley      | Dave Kent             | Ford        | 21    | 34   | 0          |
| 23      | 78 | Buddy Arrington  | Arrington Racing      | Dodge       | 13    | 17   | 0          |
| 24      | 92 | Rodney Bottinger | Ray Osborne           | Ford        | 24    | 8    | 0          |
| 25      | 01 | Chuck Huckabee   | Curtis Crider         | Mercury     | 22    | 7    | 0          |
| 26      | 86 | Steve Young      | Buck Baker Racing     | Chrysler    | 25    | 3    | 0          |
| 27      | 66 | Bud Moore        | i.u.                  | Ford        | 26    | 3    | 0          |
| Källor: |    |                  |                       |             |       |      |            |